# Topologische K-Theorie
In der Mathematik, speziell in der algebraischen Topologie, beschäftigt sich die  Topologische K-Theorie mit dem Studium von Vektorbündeln auf topologischen Räumen.
Der Name K-Theorie wurde von Alexander Grothendieck kreiert; das K steht für „Klasse“ in einem sehr allgemeinen Sinn.

## Definitionen
Es sei {\displaystyle X} ein fester kompakter Hausdorffraum.
Dann ist {\displaystyle K(X)} der Quotient der freien abelschen Gruppe auf den Isomorphieklassen der stabil äquivalenten komplexen Vektorbündeln über {\displaystyle X} nach der Untergruppe, die von Elementen der Form
{\displaystyle [E\oplus F]-[E]-[F]}
für beliebige komplexe Vektorbündel {\displaystyle E,F} über {\displaystyle X} erzeugt wird. Dabei bezeichnet {\displaystyle \oplus } die Whitney-Summe der Vektorbündel. Diese Konstruktion, die der Konstruktion der ganzen Zahlen aus den natürlichen Zahlen nachempfunden ist, heißt Grothendieck-Gruppe (nach Alexander Grothendieck). Man kann sich Elemente von {\displaystyle K(X)} also als formale Summen und Differenzen von (Isomorphieklassen von) komplexen Vektorbündeln denken.
Betrachtet man stattdessen reelle Vektorbündel, erhält man die reelle {\displaystyle K}-Theorie {\displaystyle KO(X)}. Zur besseren Abgrenzung nennt man die K-Theorie der komplexen Vektorbündel auch komplexe K-Theorie.
Zwei Vektorbündel {\displaystyle E} und {\displaystyle F} auf {\displaystyle X} definieren genau dann dasselbe Element in {\displaystyle K(X)}, wenn sie stabil äquivalent sind, d. h. wenn es ein triviales Vektorbündel {\displaystyle G} gibt, so dass
{\displaystyle E\oplus G\cong F\oplus G}
Mit dem Tensorprodukt von Vektorbündeln wird {\displaystyle K(X)} zu einem kommutativen Ring mit Einselement.
Der Begriff des Ranges eines Vektorbündels überträgt sich auf Elemente der {\displaystyle K}-Theorie. Die reduzierte K-Theorie {\displaystyle {\tilde {K}}(X)} ist die Untergruppe der Elemente von Rang 0. Weiter führt man die Bezeichnung {\displaystyle {\tilde {K}}^{n}(X)={\tilde {K}}(S^{n}X)} ein; dabei bezeichnet {\displaystyle S} die reduzierte Einhängung.

## Eigenschaften
- {\displaystyle K} ist ein kontravarianter Funktor auf der Kategorie der kompakten Hausdorffräume.
- Es gibt einen topologischen Raum {\displaystyle BU}, so dass Elemente von {\displaystyle K(X)} den Homotopieklassen von Abbildungen {\displaystyle X\to BU} entsprechen.
- Es gibt einen natürlichen Ringhomomorphismus {\displaystyle K(X)\to H^{*}(X,Q)}, den Chern-Charakter.

## Bott-Periodizität
Dieses nach Raoul Bott benannte Periodizitätsphänomen lässt sich auf die folgenden äquivalenten Arten formulieren:
- {\displaystyle K(X\times S^{2})=K(X)\otimes K(S^{2}),} und {\displaystyle K(S^{2})=\mathbb {Z} [H]/(H-1)^{2};} dabei ist {\displaystyle H} die Klasse des tautologischen Bündels über {\displaystyle S^{2}=\mathbb {C} P^{1}}.
- {\displaystyle {\tilde {K}}^{n+2}(X)={\tilde {K}}^{n}(X)}
- {\displaystyle \Omega ^{2}\mathrm {BU} \simeq \mathrm {BU} \times \mathbf {Z} }.

In der reellen K-Theorie gibt es eine ähnliche Periodizität mit Periode 8.

## Berechnung
Die (komplexe oder reelle) topologische K-Theorie ist eine verallgemeinerte Kohomologietheorie und kann oft mit Hilfe der Atiyah-Hirzebruch-Spektralsequenz berechnet werden.

## K-Theorie für Banachalgebren
Die topologische K-Theorie lässt sich auf allgemeine Banachalgebren ausdehnen, wobei die C*-Algebren eine wichtige Rolle spielen. Die topologische K-Theorie kompakter Räume {\displaystyle X} kann als K-Theorie der Banachalgebren {\displaystyle C(X)} der stetigen Funktionen {\displaystyle X\rightarrow \mathbb {C} } umformuliert und dann auf beliebige Banachalgebren übertragen werden, sogar auf das Einselement der Algebren kann man verzichten. Da die Zuordnung {\displaystyle X\mapsto C(X)} ein kontravarianter Funktor von der Kategorie der kompakten Hausdorffräume in die Kategorie der Banachalgebren ist und da die topologische K-Theorie ebenfalls kontravariant ist, erhalten wir insgesamt einen kovarianten Funktor von der Kategorie der Banachalgebren in die Kategorie der abelschen Gruppen.
Da hier auch nicht-kommutative Algebren auftreten können, spricht man von nicht-kommutativer Topologie. Die K-Theorie ist ein wichtiger Untersuchungsgegenstand in der Theorie der C*-Algebren.